# Applied Materials
Applied Materials é uma empresa produtora de semicondutores.
A empresa está sediada em Santa Clara (Califórnia), no Vale do Silício. Fundada em 1967 por Michael A. McNeilly e outros, a Applied Materials teve sua oferta pública inicial de ações em 1972.
Em 1993, a Applied Materials ' Precision 5000 foi introduzido no Smithsonian Institution.
Está organizada em quatro setores de atividade principais: Silicon Systems Group, Display, Energia e Soluções Ambientais (EEE) e de serviço.
Em 2009, a Applied Materials abriu o Solar Technology Center, o maior do mundo em energia solar comercial e facilidade de desenvolvimento, em Xi'an, na China.
Applied Materials anunciou a aquisição da Varian Semiconductor em maio de 2011.